# Xã Bruno, Quận Butler, Kansas
Xã Bruno (tiếng Anh: Bruno Township) là một xã thuộc quận Butler, tiểu bang Kansas, Hoa Kỳ. Năm 2010, dân số của xã này là 14.123 người.